# Gaudigplatz
Der Gaudigplatz ist ein rechteckiger begrünter Platz in der zum Ortsteil Zentrum-Süd gehörenden Inneren Südvorstadt von Leipzig. Er ist benannt nach dem Leipziger Reformpädagogen Hugo Gaudig (1860–1923). Der Platz steht zusammen mit seinen Bauten unter Denkmalschutz.

## Lage und Bebauung
Der Gaudigplatz erstreckt sich in Ost-West-Richtung zwischen der Riemannstraße im Norden und der Schletterstraße im Süden mit einer Fläche von ca. 0,72 ha. Im Westen wird er begrenzt von zwei Wohnhäusern, die aber zu den angrenzenden Straßen gehören. Entlang der Wohnhäuser verläuft eine mit Gaudigplatz bezeichnete Verbindungsstraße mit Parkfläche. Im Osten stößt der Platz an die Sport und Pausenfläche des Evangelischen Schulzentrums Leipzig.
Auf dem Gaudigplatz steht, leicht nach Norden versetzt, die Peterskirche. Mit einer Grundfläche von über 2100 m² nimmt sie fast 30 % des Platzes ein. Vor ihrem Eingang steht eine Plastik als Denkmal für Gefallenen des Ersten Weltkriegs. Da Schule und Kirche zur Schletterstraße zählen, gibt es keine Postadresse Gaudigplatz.
Der Platz um die Kirche ist, abgesehen von ihrem Eingangsbereich, ein locker von Büschen und Bäumen bestandenes Wiesengelände mit Ruhebänken im westlichen Bereich.

## Geschichte
Auf einem Plan von Leipzig von 1858 ist zwischen der Rückseite der Bebauung der Hohen Straße und der Albertstraße (ab 1947 Riemannstraße) eine unbebaute Fläche, die auch eine Lehmgrube enthielt. 1861 wurde die über dieses Gebiet angelegte Straße nach dem Leipziger Kaufmann Adolf Heinrich Schletter (1793–1853) als Schletterstraße benannt. Schletter hatte durch seine Stiftung maßgeblichen Anteil am Bau des Leipziger Bildermuseums am Augustusplatz.
Die Südseite der Schletterstraße wurde zügig mit Miethäusern und der 5. Bürgerschule bebaut. 1871 wurde am östlichen Ende zwischen Schletter- und Albrechtstraße die 1. Städtische Höhere Mädchenschule errichtet, das heutige Evangelische Schulzentrum. Für die freie Fläche auf der Nordseite der Schletterstraße bürgerte sich der Name Schletterplatz ein.
Das Freihalten des Schletterplatzes geschah im Hinblick auf den Kirchenbau. Das starke Anwachsen der Einwohnerzahl der südlichen Vorstadt, die zur Kirchgemeinde der Alten Peterskirche am Südrand der Innenstadt gehörte, überstieg die Kapazität des alten Kirchenbaus. 1877 beschloss der Kirchenvorstand den Neubau einer großen Kirche auf dem Schletterplatz. Von 1882 bis 1885 wurde nach dem Entwurf von August Hartel (1844–1890) und Constantin Lipsius (1832–1894) die (neue) Peterskirche im neogotischen Stil mit dem höchsten Kirchturm der Stadt errichtet. 1910 wurde die Grünanlage um die Kirche gestaltet und 1937 das von Max Alfred Brumme (1891–1967) geschaffene Kriegerdenkmal aufgestellt.
Der nach dem Zweiten Weltkrieg und in der DDR-Zeit in einem schlechten Zustand befindliche Platz wurde 1997 im Rahmen des Sanierungsgebietes Innerer Süden, zu dem der Platz seit 1995 gehört, umfangreich neugestaltet.
2011 wurde der Schletterplatz zu Ehren von Hugo Gaudig, der von 1900 bis 1907 Direktor der angrenzenden 1. Höheren Mädchenschule war, in Gaudigplatz umbenannt.